# Ian Hodder
Ian Richard Hodder (* 23. November 1948 in Bristol) ist ein britischer Archäologe und Pionier des Postprozessualismus in der Archäologie.

## Leben
Hodder ist Sohn des Kulturgeographen und Afrikaspezialisten Bramwell William Hodder (1923–2006). Er studierte in London und Cambridge und promovierte 1975 bei David L. Clarke. Seine weiteren Stationen waren Leeds, Amsterdam, Paris, New York und Stanford. 1996 wurde er Professor in Cambridge. Hodder leitete zwischen 1974 und 1980 Ausgrabungen in Kenia, im Sudan und in Kalabrien. Dann leitet er die Untersuchungen von neolithischen Grabensystemen und Megalithanlagen im Raum Cambridge. Seit 1990 leitet er die Grabungen in Çatalhöyük.
Seit 1999 ist Hodder Professor für Sozialanthropologie an der Stanford University in den Vereinigten Staaten.
Zu seinen Schülern gehören Michael Shanks und Christopher Tilley, die eine kritische Archäologie einfordern.
Seine Beiträge zur Theoriedebatte, die ihn zunächst zu einem Vertreter der „New Archaeology“ von Clarke machten, prägten die einschlägigen Diskussionen entscheidend. Später entwickelte er mit dem Postprozessualismus eine eigene Richtung. Ausführlich hat sich Hodder mit dem Kontext materieller Kultur beschäftigt, wobei er die Daten nicht nur in einem politisch-ökonomischen, sondern vor allem im sozialen-symbolischen Umfeld betrachtet. Jedes Artefakt habe einen symbolischen Wert, der nicht allgemeingültig, sondern situativ gebunden sei. Die Objekte stehen für Hodder immer in Relation zu anderen Objekten und werden nur durch sie verstanden. Hodder nennt diese Sichtweise „contextual archeology“.
2018 wurde Hodder die Goldmedaille des Archäologischen Instituts von Amerika zugesprochen. 1996 wurde er zum Mitglied (Fellow) der British Academy gewählt.

## Schriften (Auswahl)
- Some applications of Spatial Analysis in Archaeology. (University of Cambridge, Dissertation, 1976).
- Analyse und Interpretation. In: Andrew Sherratt (Hrsg.): Die Cambridge-Enzyklopädie der Archäologie. Christian, München 1980, ISBN 3-88472-035-X, S. 34–38.
- als Herausgeber: The Archaeology of contextual meanings. Cambridge University Press, Cambridge u. a. 1987, ISBN 0-521-32924-8.
- als Herausgeber: Archaeological theory in Europe. The last three decades. Routledge, London u. a. 1991, ISBN 0-415-06521-6.
- The archaeological process. In introduction. Blackwell, Oxford u. a. 1999, ISBN 0-631-19884-9.
- als Herausgeber: Inhabiting Çatalhöyük. Reports from the 1995–99 seasons (= Çatalhöyük Research Project. 4 = British Institute of Archaeology at Ankara. Monograph. 38). McDonald Institute for Archaeological Research, Cambridge 2005, ISBN 1-902937-22-8.
- Çatalhöyük. The leopard's tale. Revealing the mysteries of Turkey's ancient „town“. Thames & Hudson, New York NY u. a. 2006, ISBN 0-500-05141-0.
- als Herausgeber: Excavating Çatalhöyük. South, North and KOPAL Area reports from the 1995–99 seasons (= Çatalhöyük Research Project. 3 = British Institute of Archaeology at Ankara. Monograph. 37). McDonald Institute for Archaeological Research, Cambridge 2007, ISBN 978-1-902937-27-4.
- Religion in the Emergence of Civilization. Çatalhöyük as a case study. Cambridge University Press, Cambridge 2010, ISBN 978-0-521-19260-6.
- Entangled. An archaeology of the relationships between humans and things. Wiley-Blackwell, Malden (Mass.) 2012, ISBN 978-0-470-67212-9.
- Where are we heading? The evolution of humans and things. Yale University Press/Templeton Press, New Haven 2018, ISBN 978-0-300-20409-4.